# カラパン

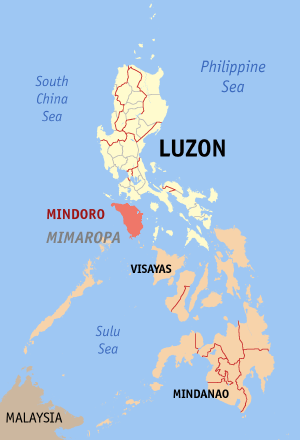
ミンドロ島（朱記）の位置

カラパン（Calapan、正式名称カラパン市（タガログ語: Lungsod ng Calapan））は、フィリピンの第三級構成都市であり、東ミンドロ州の州都。2015年の国勢調査によると、人口は13万3893人である。
カラパンは、当時のグロリア・マカパガル・アロヨ大統領の統合フェリープロジェクト「共和国強力海上輸送連絡路（SRNH）」の施行でフィリピン南部まで輸送連絡路が伸びたことに伴い、東ミンドロ州への玄関口として機能している。カラパン市港はミンドロ島で最大かつ最も賑やかな港であり、バタンガス市国際港までフェリーボートとRO-RO船でわずか45分の距離にある。
カラパンはミマロパ地方にある2つの都市の1つで、もう1つはパラワン州のプエルト・プリンセサである。カラパンはミマロパ地方の行政の中心地として機能しており、東ミンドロ州全域の商業、産業、輸送、通信、宗教活動、教育の中心地でもある。

## 歴史
カラパンは、バコに最初の宗教地区が設立される前は小さな村であった。1733年に地区修道院がカラパンに移され、北ミンドロ教会地域の管轄権を持つようになった。
18世紀初頭、町は現在の教会に面し、川によって切り離された十字形にイババからイラヤまで伸びる土地の一帯を町が占めていただけであった。その後、後継のバリオスが設立された。
1837年、州都はプエルト・ガレラからカラパンに移された。ミンドロが1902年6月13日にマリンドゥケ州の一部になったとき、州都は再びプエルト・ガレラに移された。1902年11月10日、ミンドロはマリンドゥケから分離された。1903年、カラパンは再び州都になった。
1902年11月10日にミンドロがマリンドゥケから分離されると、バコ、プエルト・ガレラ、サン・テオドロは1905年に法1280号の下でカラパンに併合され、総面積843平方キロメートルの土地が追加された。1902年、法2824号に基づき、3つの自治体が独立した。
1919年、カラパンとナウハンの一部の領域を巡る境界紛争は、カラパンのアグスティン・キハノ大統領（町長）とナウハンのアグスティン・ガロン大統領（町長）によって裁定され、現在の境界となっている。農業地域の一部はナウハンに授与されたため、カラパンの面積は、現在州の最大の自治体と見なされているナウハンの面積と比較してはるかに小さくなっている。

### シティフッド
1998年、共和国法第8475号 により、カラパンは町から構成都市に転換された。この法律は、Renato V. Leviste議員によって議会で作成され、1998年2月2日にフィデル・ラモス大統領によって署名された。1998年3月21日、カラパン町民は住民投票でカラパン市の創設を批准し、3月21日が市の創設日となった。現職の町長Arnan・C・Panaliganは、カラパンの最後の町長および最初の市長になった。今日まで、ミンドロ島全体で最初で唯一の都市である。
カラパンは、公共サービスの革新、近代化プログラム、歳入徴収の増加、および全体的な経済の改善により、第4クラスの都市（2007年当時）から2010年に第2級都市に再分類された。

### 語源
カラパンの名前の由来は確かなものではない。一部では丸太を集めるという意味の「Kalap」という言葉から来ていると考えている。そのため、「Kalapan」は丸太が集められる場所であったと考えられていた。しかし、古い記録では、カラパンが丸太を生産したり輸出したりする場所であるとの記述はなかった。また、丸太を生み出す巨大な森の木は、確かに湿地帯の町の近くでは育たなかった。別の説では、カラパンはもともと「Kalapang」と発音されていて、これは古タガログ語の辞書によれば、「サンガ」または枝の同義語であった。その場合、カラパンの集落を、隣接する町である母なる町バコの枝と呼ぶことができる。その名前は後にCalapanとしてスペイン語化された。

## 地理
カラパンは、北と北東をカラパン湾に、南と南東をナウハン、西をバコに囲まれている。市は、北緯13°12.6と13°27 '、東経121°17'で囲まれた四角形に位置している。バタンガス州の最寄りの地点から約28海里（52km）、バタンガス市の南45kmおよびマニラの南130kmに位置している。
市の面積は250.06 ㎢で、62のバランガイで構成されており、そのうち22が都市部、40が農村部に分類されている。市はまた、バコ諸島とカラパン湾にある2つのシロネイ島を管轄している。
全体的な土地の特徴は、河川のある広い平野で、沿岸部周辺には湿地が点在していることである。最高標高は、ハルコン-バコ山脈の北東のほぼ平坦な地形を遮る市の東側の長さ6kmの地形「ブルサン丘」の海抜187mである。

### 気候
カラパンの気候は穏やかであると言われている。11月から4月までは比較的乾燥しており、それ以外の期間は湿っている。2月と3月は降雨量が最も少なく、10月と11月は降雨量が最も多い。年間平均降雨量は市の南西部で2500～4500ミリである。1日の平均気温は22.9～28.3℃。
年間を通しての風向は変動する。8月、11月、12月、1月から3月にかけては北東季節風が優勢であり、4月に東から北東、5月と6月に南東から南、7月と9月は北東から南、10月は東から吹く。

気候はフィリピン気象局PAGASAの気候タイプ「タイプIII」の下、年間を通じて植生に適しており、相対湿度は81％である。
| 東ミンドロ州カラパン (1981–2010年、最高・最低気温の記録は1949–2012年)の気候 | 東ミンドロ州カラパン (1981–2010年、最高・最低気温の記録は1949–2012年)の気候 | 東ミンドロ州カラパン (1981–2010年、最高・最低気温の記録は1949–2012年)の気候 | 東ミンドロ州カラパン (1981–2010年、最高・最低気温の記録は1949–2012年)の気候 | 東ミンドロ州カラパン (1981–2010年、最高・最低気温の記録は1949–2012年)の気候 | 東ミンドロ州カラパン (1981–2010年、最高・最低気温の記録は1949–2012年)の気候 | 東ミンドロ州カラパン (1981–2010年、最高・最低気温の記録は1949–2012年)の気候 | 東ミンドロ州カラパン (1981–2010年、最高・最低気温の記録は1949–2012年)の気候 | 東ミンドロ州カラパン (1981–2010年、最高・最低気温の記録は1949–2012年)の気候 | 東ミンドロ州カラパン (1981–2010年、最高・最低気温の記録は1949–2012年)の気候 | 東ミンドロ州カラパン (1981–2010年、最高・最低気温の記録は1949–2012年)の気候 | 東ミンドロ州カラパン (1981–2010年、最高・最低気温の記録は1949–2012年)の気候 | 東ミンドロ州カラパン (1981–2010年、最高・最低気温の記録は1949–2012年)の気候 | 東ミンドロ州カラパン (1981–2010年、最高・最低気温の記録は1949–2012年)の気候 |
| 月                                                                          | 1月                                                                         | 2月                                                                         | 3月                                                                         | 4月                                                                         | 5月                                                                         | 6月                                                                         | 7月                                                                         | 8月                                                                         | 9月                                                                         | 10月                                                                        | 11月                                                                        | 12月                                                                        | 年                                                                          |
| --------------------------------------------------------------------------- | --------------------------------------------------------------------------- | --------------------------------------------------------------------------- | --------------------------------------------------------------------------- | --------------------------------------------------------------------------- | --------------------------------------------------------------------------- | --------------------------------------------------------------------------- | --------------------------------------------------------------------------- | --------------------------------------------------------------------------- | --------------------------------------------------------------------------- | --------------------------------------------------------------------------- | --------------------------------------------------------------------------- | --------------------------------------------------------------------------- | --------------------------------------------------------------------------- |
| 最高気温記録 °C （°F）                                                      | 33.5 (92.3)                                                                 | 34.0 (93.2)                                                                 | 34.5 (94.1)                                                                 | 36.5 (97.7)                                                                 | 37.2 (99)                                                                   | 37.1 (98.8)                                                                 | 36.5 (97.7)                                                                 | 37.6 (99.7)                                                                 | 36.8 (98.2)                                                                 | 35.5 (95.9)                                                                 | 35.0 (95)                                                                   | 34.0 (93.2)                                                                 | 37.6 (99.7)                                                                 |
| 平均最高気温 °C （°F）                                                      | 29.2 (84.6)                                                                 | 30.1 (86.2)                                                                 | 31.2 (88.2)                                                                 | 32.5 (90.5)                                                                 | 33.0 (91.4)                                                                 | 32.6 (90.7)                                                                 | 32.0 (89.6)                                                                 | 32.0 (89.6)                                                                 | 32.0 (89.6)                                                                 | 31.5 (88.7)                                                                 | 30.7 (87.3)                                                                 | 29.4 (84.9)                                                                 | 31.35 (88.44)                                                               |
| 日平均気温 °C （°F）                                                        | 25.7 (78.3)                                                                 | 26.2 (79.2)                                                                 | 27.2 (81)                                                                   | 28.3 (82.9)                                                                 | 28.6 (83.5)                                                                 | 28.2 (82.8)                                                                 | 27.8 (82)                                                                   | 27.9 (82.2)                                                                 | 27.8 (82)                                                                   | 27.5 (81.5)                                                                 | 27.0 (80.6)                                                                 | 26.0 (78.8)                                                                 | 27.35 (81.23)                                                               |
| 平均最低気温 °C （°F）                                                      | 22.1 (71.8)                                                                 | 22.3 (72.1)                                                                 | 23.1 (73.6)                                                                 | 24.1 (75.4)                                                                 | 24.2 (75.6)                                                                 | 23.9 (75)                                                                   | 23.6 (74.5)                                                                 | 23.7 (74.7)                                                                 | 23.6 (74.5)                                                                 | 23.5 (74.3)                                                                 | 23.3 (73.9)                                                                 | 22.5 (72.5)                                                                 | 23.33 (73.99)                                                               |
| 最低気温記録 °C （°F）                                                      | 17.5 (63.5)                                                                 | 16.2 (61.2)                                                                 | 18.4 (65.1)                                                                 | 16.4 (61.5)                                                                 | 14.0 (57.2)                                                                 | 14.7 (58.5)                                                                 | 19.0 (66.2)                                                                 | 17.6 (63.7)                                                                 | 19.4 (66.9)                                                                 | 18.4 (65.1)                                                                 | 16.2 (61.2)                                                                 | 18.0 (64.4)                                                                 | 14 (57.2)                                                                   |
| 雨量 mm （inch）                                                            | 112.9 (4.445)                                                               | 64.7 (2.547)                                                                | 75.9 (2.988)                                                                | 116.0 (4.567)                                                               | 196.4 (7.732)                                                               | 263.6 (10.378)                                                              | 253.0 (9.961)                                                               | 195.4 (7.693)                                                               | 235.5 (9.272)                                                               | 326.5 (12.854)                                                              | 281.0 (11.063)                                                              | 216.2 (8.512)                                                               | 2,337.1 (92.012)                                                            |
| 平均降雨日数 （≥0.1 mm）                                                    | 17                                                                          | 11                                                                          | 10                                                                          | 10                                                                          | 13                                                                          | 16                                                                          | 17                                                                          | 15                                                                          | 16                                                                          | 19                                                                          | 19                                                                          | 20                                                                          | 183                                                                         |
| % 湿度                                                                      | 84                                                                          | 83                                                                          | 81                                                                          | 80                                                                          | 81                                                                          | 83                                                                          | 84                                                                          | 84                                                                          | 85                                                                          | 85                                                                          | 86                                                                          | 86                                                                          | 83.5                                                                        |
| 出典：PAGASA                                                                |                                                                             |                                                                             |                                                                             |                                                                             |                                                                             |                                                                             |                                                                             |                                                                             |                                                                             |                                                                             |                                                                             |                                                                             |                                                                             |

## 人口統計
2015年の国勢調査の時点で、カラパンの人口は13万3893人である。

## 経済

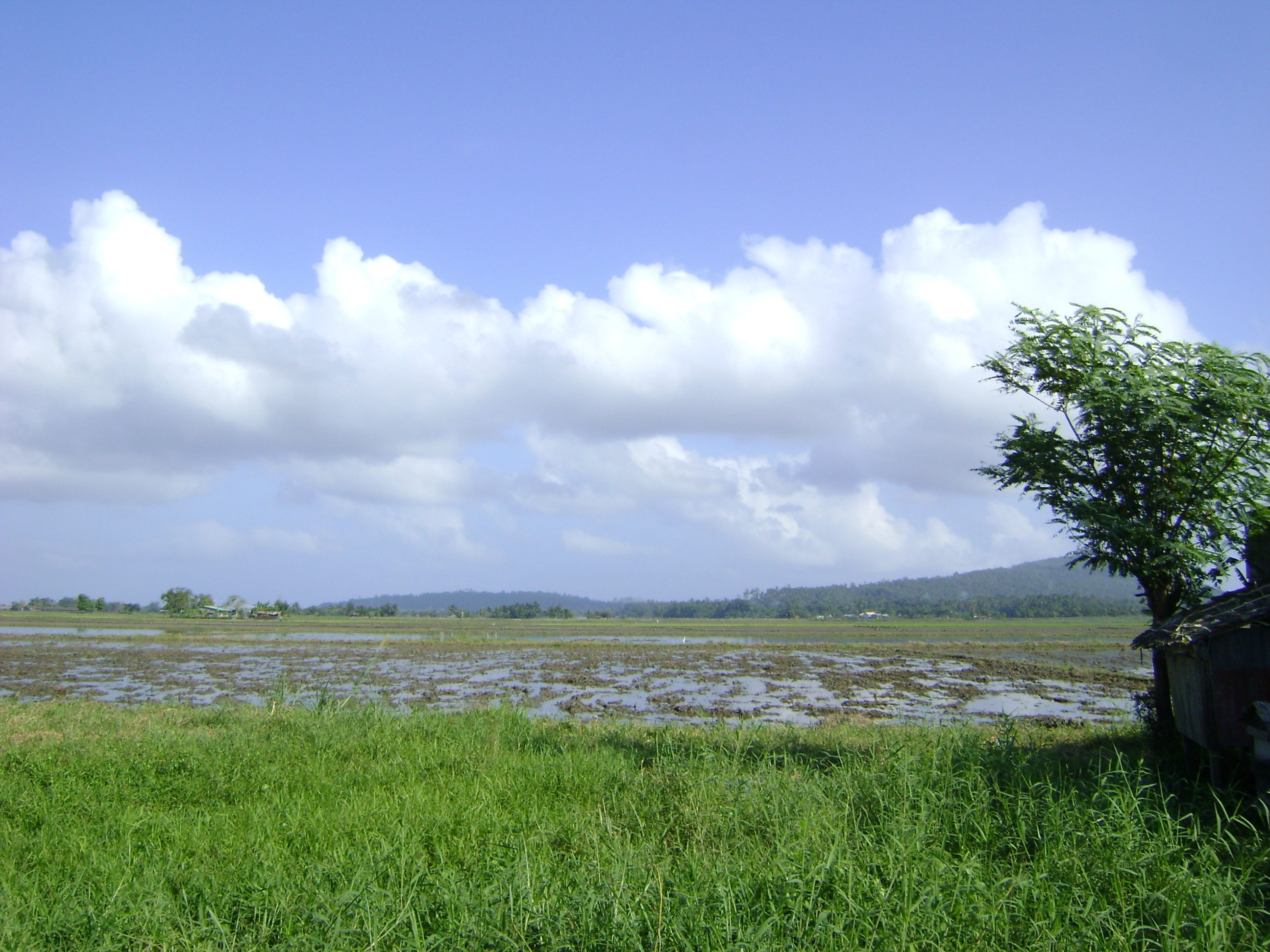
バランガイのBayanan IIにあるこのような広大な水田は、カラパンでは一般的な風景である。

市の経済は農業と漁業に依存している。しかし、機械と観光の成長産業は、カラパンの年収に大きく貢献しており、過去10年間で国内で最も急速に成長している新都市の1つとなっている。
1998年以来、カラパンは急速な発展を遂げている。特別開発地域、特に都市開発地域（ルマンバヤンとグイノバタン）にある軽工業用Eco-Zoneの設立が促進され、現在は雇用を生み出し、経済的機会を促進する成長地域として機能している。このような産業は、食品加工、手工芸品製造、家具製造、およびその他の関連活動などの農業産業ベースの活動に焦点を当てている。
カラパンは、フィリピンの主要な食品供給者の1つとして、フィリピン経済において主要な役割を果たしている。この都市は、マニラ首都圏とルソン島の主要地域に米を供給する主要な輸出都市でもあり、農業先進都市であると同時に、都市化が進んでいる都市でもある。 主要な5つの作物は、米、柑橘類、バナナ、ランブータン、ランゾンである。カラパンの上位5つの産業は、貿易、観光、サービス、海洋・水産、食品加工である。
カラパンは州の産業の中心地として機能しており、州とその隣接地域の経済発展において極めて重要な役割を果たしている。

### 貿易と商業
貿易および商業活動は、主に卸売業および小売業に限られている。他の繁栄している産業は製造業、金融、観光、食品・飲料およびサービスである。近年、市は所得と雇用機会を増やす民間投資の流入を目の当たりにしている。市投資法は、新規および既存の起業家が投資を増やすことを奨励している。すべての事業所はまた、彼らが生み出す雇用の少なくとも70％を市内の真正な居住者を雇用する必要がある。

### 農業
カラパンの広大な農地の大部分は米の生産に費やされている。この地域では他にも、カラマンシーなどの柑橘類、バナナ、ランゾン、ランブータン、マンゴー、ココナッツ、野菜が栽培されている。

## 交通

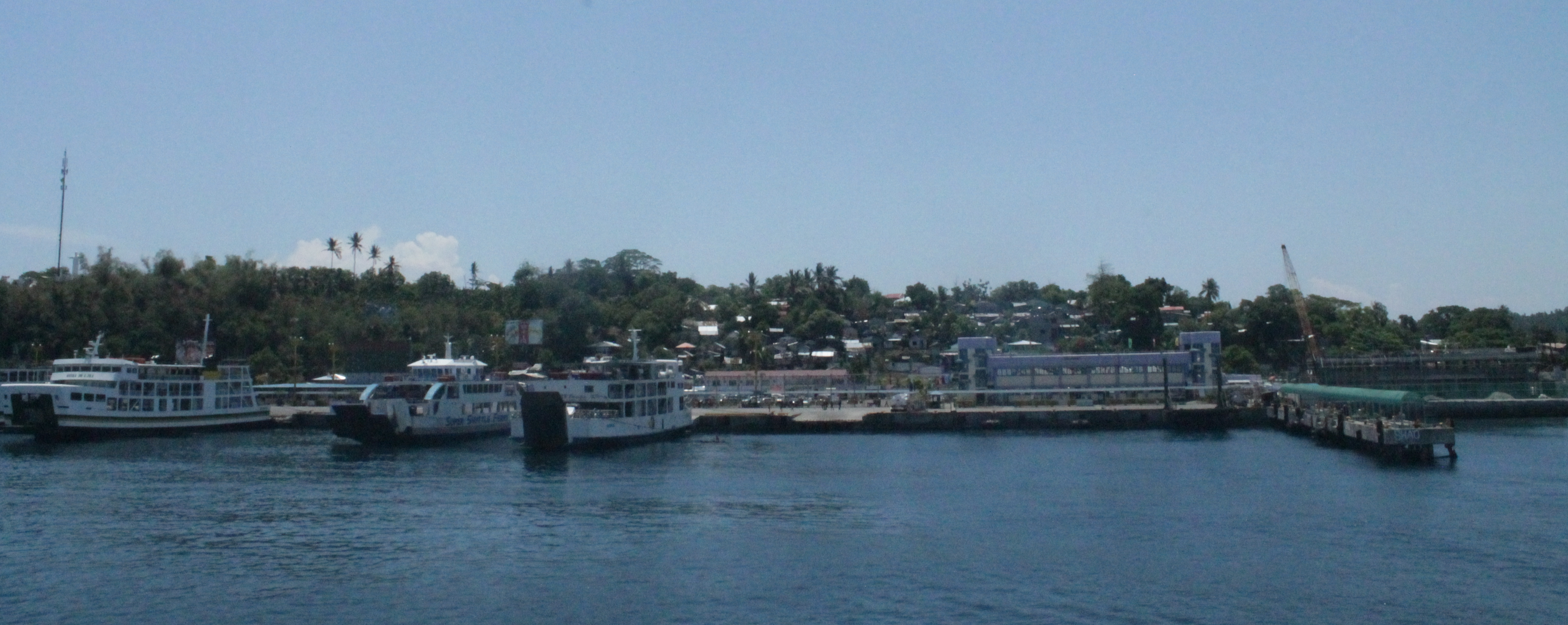
カラパン港

カラパン港は、ルソン島本土のバタンガス市の港にルートで接続された都市にサービスを提供する主要な港である。電動三輪車は一般的な交通手段であり、ジープニーやバンは、州を横断するほとんどコンクリート舗装の州道を通過する東ミンドロ州内の他の自治体への交通手段として利用されている。
また、市内には二次空港に分類されるカラパン空港もあり、主にマニラ国内空港から定期的に運航する小型飛行機やヘリコプターを扱うゼネラル・アビエーション用途で利用されている。

## 教育

### 高等教育機関
市内には多くの高等教育機関がある。神言会の宣教師が運営するカトリック大学ディバイン・ワード・カレッジ・オブ・カラパンは、現在市及び東ミンドロ州で最大の高等教育機関である。その他の私立の高等教育機関には、セント・アンソニー・カレッジ・カラパンシティ（情報技術、看護、観光）、ルナゴコ・カレッジ（看護）、南西ルゾン海事研究所財団、フィリピン科学貿易アカデミー（海事研究）、AMAコンピューター学習センター（情報技術）およびCLCC Institute of Computer Arts and Technology （情報技術）がある。
現在、公立の高等教育機関は市内に２つある。 1つはミンドロ州立大学（カラパンキャンパス）で、もう1つは2008年6月にサルバドール・リーチョン市長の主導で開校したカラパン市立大学である。

### 基礎教育
カラパンには9つの国立高校（NHS）があり、そのうちの1つは東ミンドロ国立高校（OMNHS）のメインキャンパスであり、東ミンドロ州で最大の公立高校である。他の公立高校には、Mamerta Gargullo Tolentino Memorial National High School（旧Parang NHS）、Ceriaco A. Abes Memorial MNHS、Canubing NHS、Managpi NHS、Pedro V. Panaligan MNHS、Community Vocational High School、LEMNAHIS Bucayao Annex、ナグイバ国立高校（旧LEMNAHIS Annex Nag-iba）がある。
カトリック教会はHoly Infant Academyも運営しており、DWCCは基礎教育部門も運営している。
一方、公立小学校は3つの地区（カラパン西地区、カラパン南地区（ペドロトレンティーノ記念学校）、カラパン東地区）に編成されている。

## 医療
カラパンの医療は主に州内最大の病院でもある東ミンドロ州医療センターによって提供されている。市内には、この地域で唯一の三次病院である「Medical Mission Group Hospital & Health Services Cooperative」、マリア・エストレラ総合病院、サンタ・マリア・ビレッジ病院、聖十字架病院、ルナ・ゴコ医療センターなど多数の民間病院もある。
さらに、市には保健所があり、すべての住民を対象に無料で健康診断や基本的な医薬品を提供している。これらの保健所は、市の保健衛生局が資金を提供し支援している。

## 地方自治体

### バランガイ
カラパン市は狭い地域で統治を行う62のバランガイ（地方自治体の最小単位）に分かれている。
| バランガイ                      | 人口 (2015) |
| ------------------------------- | ----------- |
| Balingayan                      | 1,570       |
| Balite                          | 3,472       |
| Baruyan                         | 3,029       |
| Batino                          | 1,711       |
| Bayanan I                       | 1,041       |
| Bayanan II                      | 2,951       |
| Biga                            | 2,250       |
| Bondoc                          | 416         |
| Bucayao                         | 2,667       |
| Buhuan                          | 946         |
| Bulusan                         | 3,936       |
| Santa Rita (Bungahan)           | 1,770       |
| Calero (Poblacion)              | 1,478       |
| Camansihan                      | 2,377       |
| Camilmil                        | 4,557       |
| Canubing I                      | 3,497       |
| Canubing II                     | 3,582       |
| Comunal                         | 3,051       |
| Guinobatan                      | 3,748       |
| Gulod                           | 897         |
| Gutad                           | 1,364       |
| Ibaba East (Poblacion)          | 1,068       |
| Ibaba West (Poblacion)          | 2,687       |
| Ilaya (Poblacion)               | 3,974       |
| Lalud                           | 4,410       |
| Lazareto                        | 4,555       |
| Libis (Poblacion)               | 1,564       |
| Lumang Bayan                    | 4,965       |
| Mahal Na Pangalan               | 1,316       |
| Maidlang                        | 1,117       |
| Malad                           | 822         |
| Malamig                         | 1,863       |
| Managpi                         | 2,742       |
| Masipit                         | 3,115       |
| Nag-Iba I                       | 947         |
| Navotas                         | 765         |
| Pachoca                         | 3,362       |
| Palhi                           | 2,475       |
| Panggalaan                      | 574         |
| Parang                          | 3,018       |
| Patas                           | 868         |
| Personas                        | 1,405       |
| Putingtubig                     | 1,507       |
| Salong                          | 3,367       |
| San Antonio                     | 3,448       |
| San Vicente Central (Poblacion) | 359         |
| San Vicente East (Poblacion)    | 622         |
| San Vicente North (Poblacion)   | 749         |
| San Vicente South (Poblacion)   | 608         |
| San Vicente West (Poblacion)    | 608         |
| Santa Cruz                      | 737         |
| Santa Isabel                    | 3,915       |
| Santo Niño                      | 3,804       |
| Sapul                           | 2,792       |
| Silonay                         | 1,383       |
| Santa Maria Village             | 1,517       |
| Suqui                           | 2,041       |
| Tawagan                         | 1,217       |
| Tawiran                         | 2,152       |
| Tibag                           | 2,441       |
| Wawa                            | 919         |
| Nag-Iba II                      | 1,785       |
| 合計                            | 133,893     |

## 姉妹都市
- ヴァレンズエラ市

## カラパン出身の著名人
- N.V.M. ゴンザレス - 国際的に高く評価されている作家兼教育者
- ホセ・プロタシオ・C・ゴザール准尉 - 第二次世界大戦開始時の航空戦での武勇で殊勲十字章を授与されたフィリピン陸軍航空隊のパイロット将校。
- ジェイソン・フランシスコ - 『Pinoy Big Brother: Double Up』で3位
- カレン・レイズ - 『Pinoy Big Brother: Teen Edition 4』で2位
- チャロ・サントス＝コンシオ - ABS-CBNブロードキャスティングコーポレーション社長
- ペドロ・A・セラン大佐（USAFFE-AFP）- 1913年11月26日、カラパンで生まれたイシドロとマキシマ・セランの息子。第二次世界大戦中のイロイロ州「サラガの解放者」として知られている。彼は1999年6月8日にアメリカのコロラド州で亡くなり、カリフォルニア州ピッツバーグに埋葬された。彼の等身大の像は、サラガに彼にちなんで名付けられた公園（1998年開園）に設立されている。
- ジョセフ・メルカード - フィリピン工科大学副学長
- ホセ・アントニオ・N・カリオン - マリンドゥケ州知事（2007年～2010年）